# Trachecymbius bosselaersi
Espèce
Trachecymbius bosselaersi est une espèce d'araignées aranéomorphes de la famille des Trachelidae.

## Distribution
Cette espèce est endémique du Cap-Oriental en Afrique du Sud,. Elle se rencontre dans les monts Amatola vers Hogsback.

## Description
La femelle holotype mesure 2,47 mm.

## Systématique et taxinomie
Cette espèce a été décrite par Haddad et Lyle en 2024.

## Étymologie
Cette espèce est nommée en l'honneur de Jan Bosselaers. 

## Publication originale
- Haddad & Lyle, 2024 : « Three new genera of arboreal dark sac spiders from southern Africa (Araneae: Trachelidae). » Zootaxa, no 5399(5), p. 451-504.